# 柳州机务段

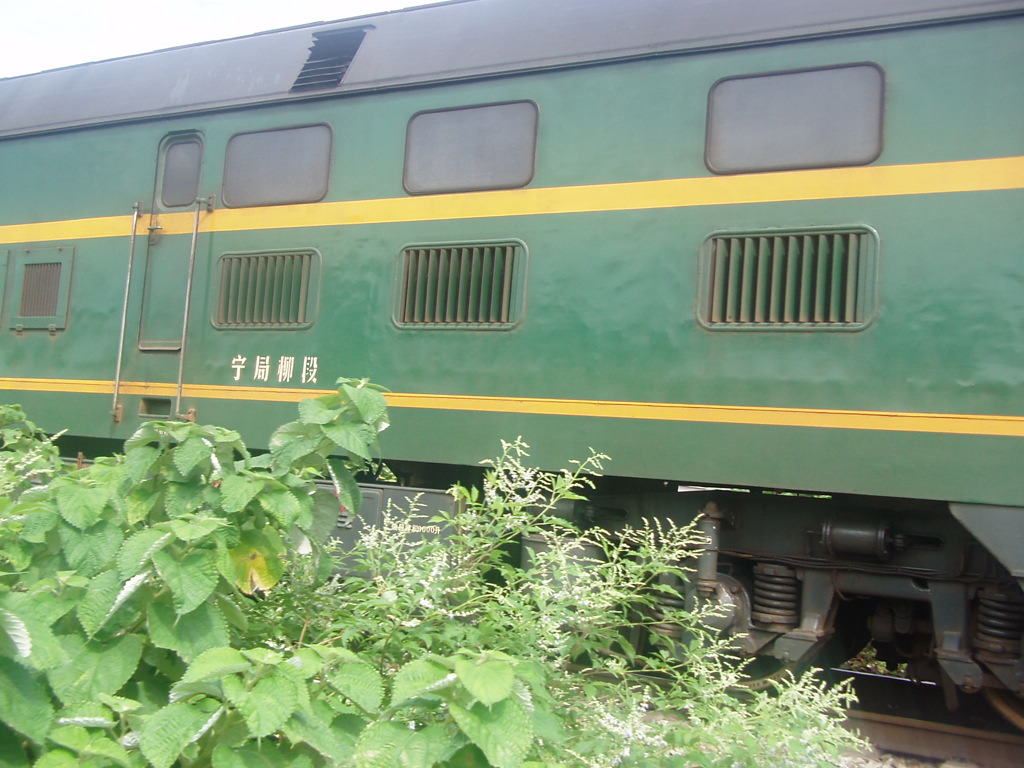
第3999号东风4B型柴油机车上的“宁局柳段”标记

柳州机务段是南宁铁路局下辖的一个机务段，简称“宁局柳段”。

## 历史
- 柳州机务段建于民国28年（1939年）。
- 民国31年（1942年）10月，湘桂铁路设有机务段4个，其分布为:机务一段驻衡阳，机务二段驻冷水滩，机务三段驻桂林，机务四段驻柳州北，另设衡阳、桂林机厂。
- 民国33年，黔桂铁路设机务段3个:机务一段驻柳州（河西村）;机务二段驻六甲，机务三段驻麻尾，另设全州、苏桥机厂（民国34年恢复麻尾机厂）。各车房设备简陋，机车房为临时棚场或露天厂房。
- 民国37年，衡全、桂柳、怀柳和柳来抢修队分别改组为衡阳、桂林、柳州机务段，同年6月成立都匀机务段。38年1月，丹怀抢修队改组为六甲机务段。
- 1950年1月，柳州铁路机务部门有柳州、桂林、六甲、麻尾、都匀5个机务段。同年，撤销六甲、麻尾、都匀机务段。1967年1月，麻尾机务段划归都匀铁路分局领导。1973年4月，成立金城江内燃机务段（机车、设备及人员由麻尾机务段划出），1978年7月1日划归柳州铁路分局领导。1983年1月1日，枝柳铁路运营，融安内燃机务段归属柳州铁路分局领导。1992年末，柳州铁路分局有柳州、桂林、金城江、融安4个机务段。[1]
- 1996年起柳州机务段先后与原融安机务段、原金城江机务段、原桂林机务段合并形成现在以柳州本部为中心的新柳州机务段。

## 机车配属

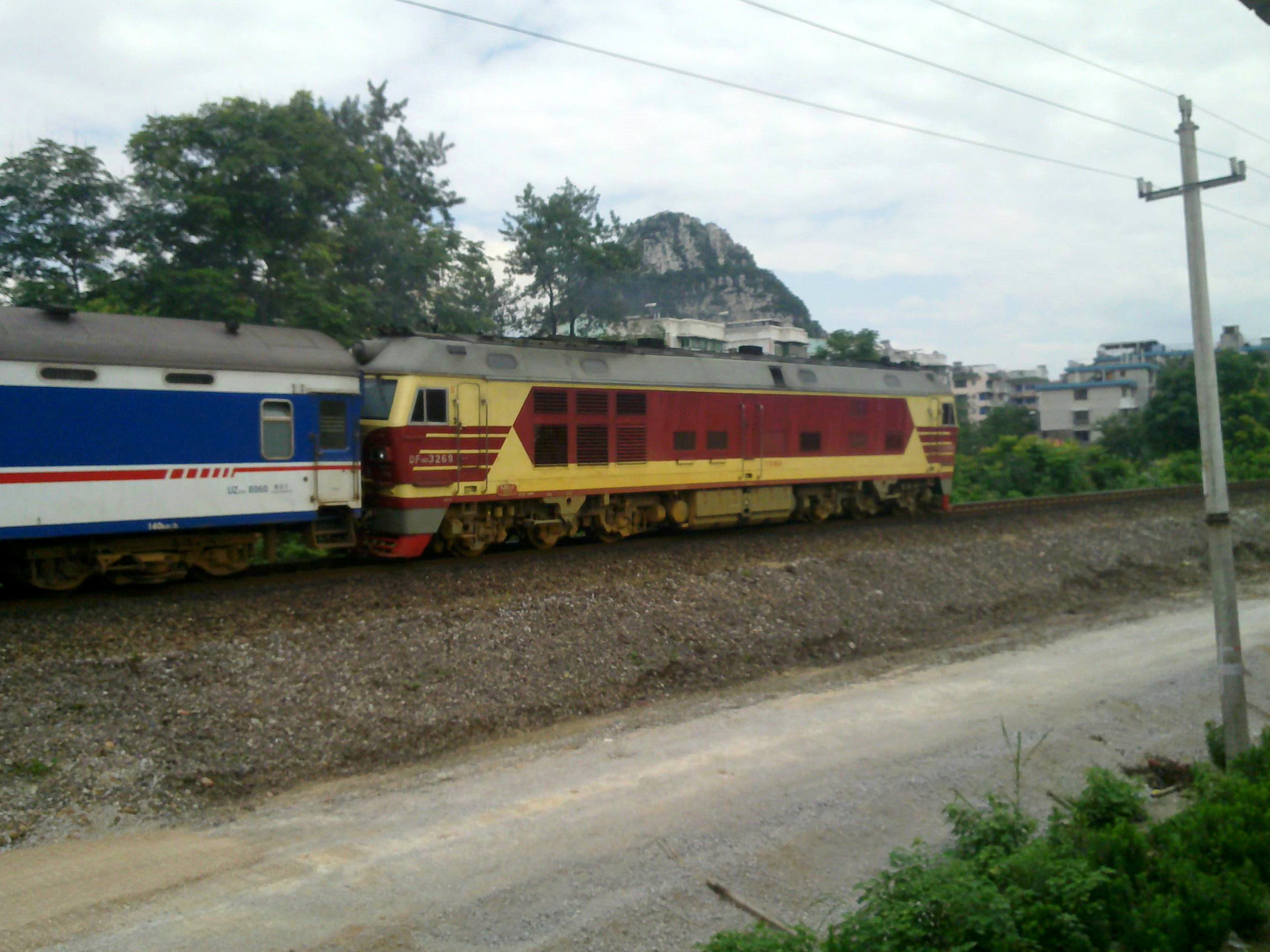
配属于柳州机务段的东风4D型3268号柴油机车牵引T5次列车驶离桂林站，前往南宁

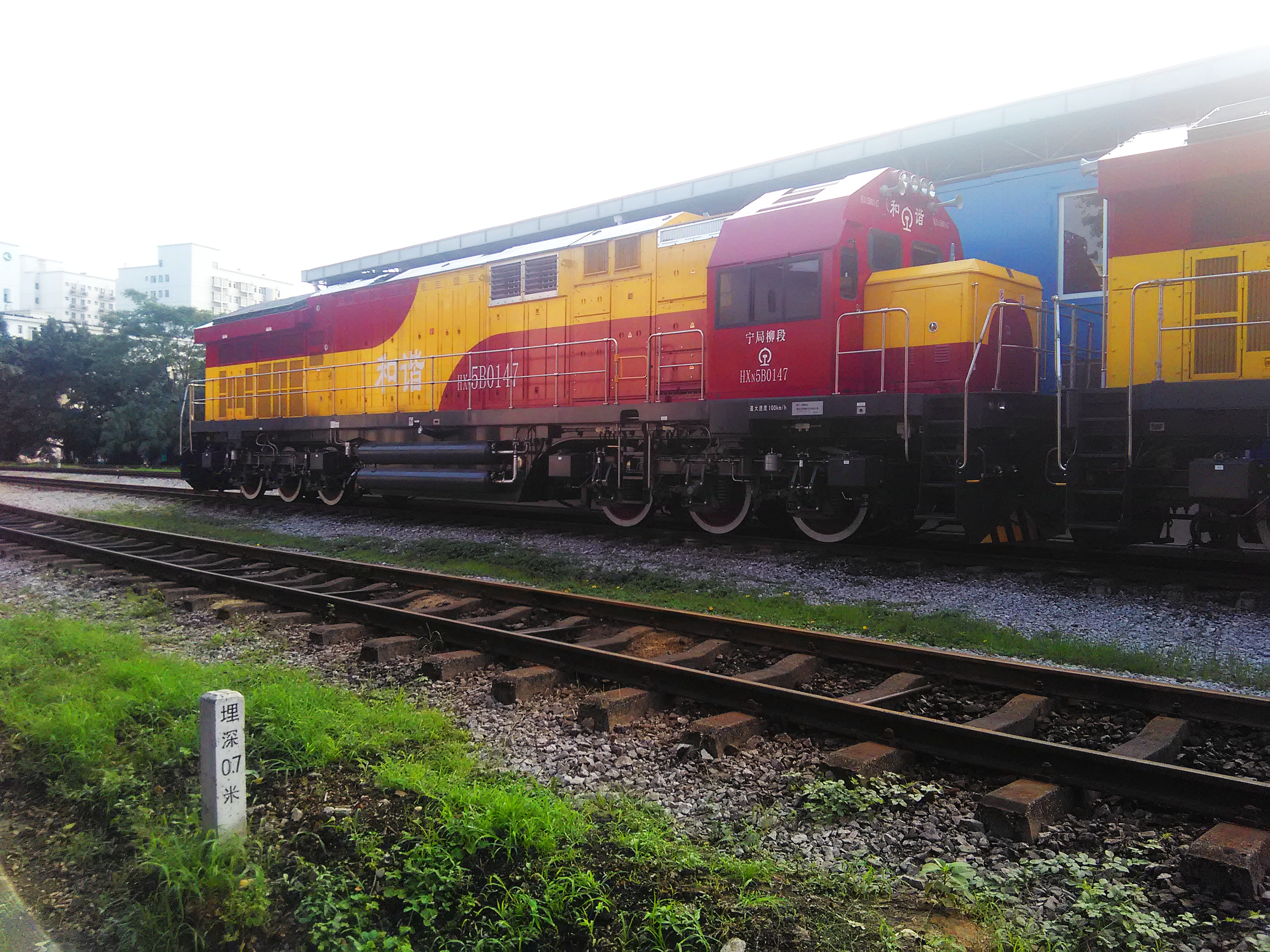
柳州机务段内的和谐5B型内燃机车

- 民国30年（1941年），湘桂铁路有蒸汽机车348台，黔桂铁路60台，均系抗日战争时期由各路调拨或撤退而来。民国33年（1944年），日军入侵，湘桂、黔桂铁路沦陷前，自行炸毁机车217台。抗日战争胜利后，机务工作以抢修机车为主。广西解放前夕，国军溃退时炸毁机车23台。
- 1950年1月，柳州铁路分局接收湘桂黔铁路机车151台，其中55台需经修理才能使用。机车种类繁杂， 多为美、英、法、德、日等8个国家制造。年代最早为清光绪二十八年（1902年），机型有2－6－0小型调车机车至4－8－4型货运机车等约10种机型。
- 1957年，柳州、桂林机务段开始使用解放型机车。1966年起，黔桂铁路逐步使用国产东风型柴油机车，以解决坡度大，弯道、隧道多，蒸汽机车牵引困难和机车乘务员劳动强度大等问题。
- 1966—1967年，柳州、桂林机务段开始配属菲德型大功率货运机车，1981—1982年配属国产前进型货运机车。
- 1975年4月，柳州机务段开始配属东风型柴油机车，担任湘桂铁路旅客列车牵引任务。
- 1988年5月，柳州机务段开始配属东风4型柴油机车，担任焦柳铁路柳州至融安区段货运任务。
- 1989年7月，柳州市境内各站调车机车全部更换为柴油机车。翌年12月，柳州机务段全部配属柴油机车，结束建段50年使用蒸汽机车的历史。
- 2009年至今，柳州机务段开始配属韶山3型电力机车，担任黔桂铁路柳州至贵阳区段货运任务。
- 2012年至今，柳州机务段将原配属该段的东风4B型、东风4C型、东风4D型货运机车转配给南宁机务段[注 1]；是年10月，柳州机务段开始配属和谐1C型电力机车[注 2]，其中一台车号为0526号的机车曾参与担任衡柳铁路桂林至永州区段货运列车试运行任务。[2]
- 2013年10月，柳州机务段配置和谐3C型电力机车。
- 2014年9月，柳州机务段配属韶山3B型电力机车。

## 运用车间

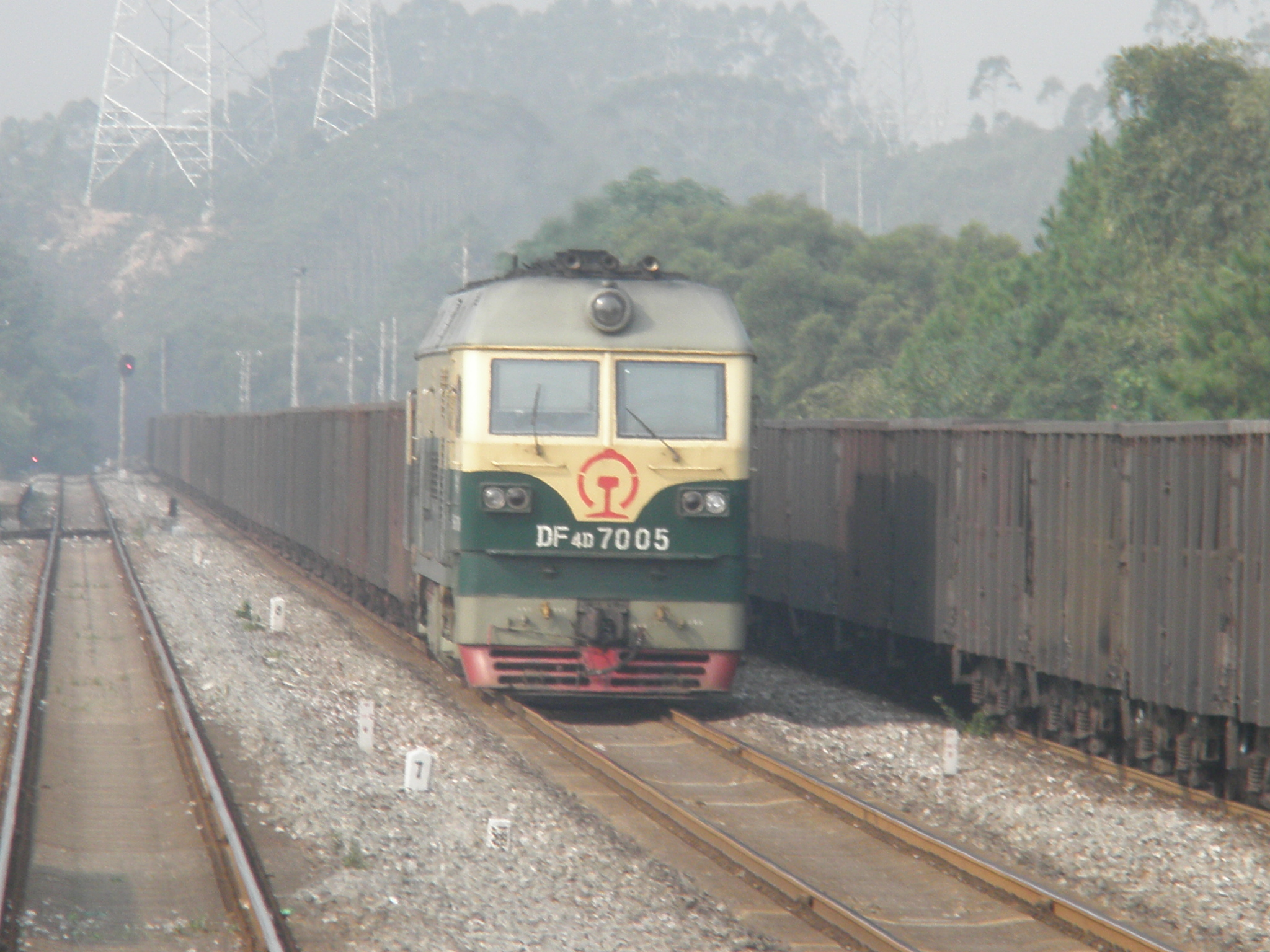
原配属于金城江机务段的东风4D型7005号柴油机车，该车后来随着金城江机务段的撤并而归属到柳州机务段

柳州机务段下辖两个运用车间，即桂林运用车间和金城江运用车间。

### 桂林运用车间

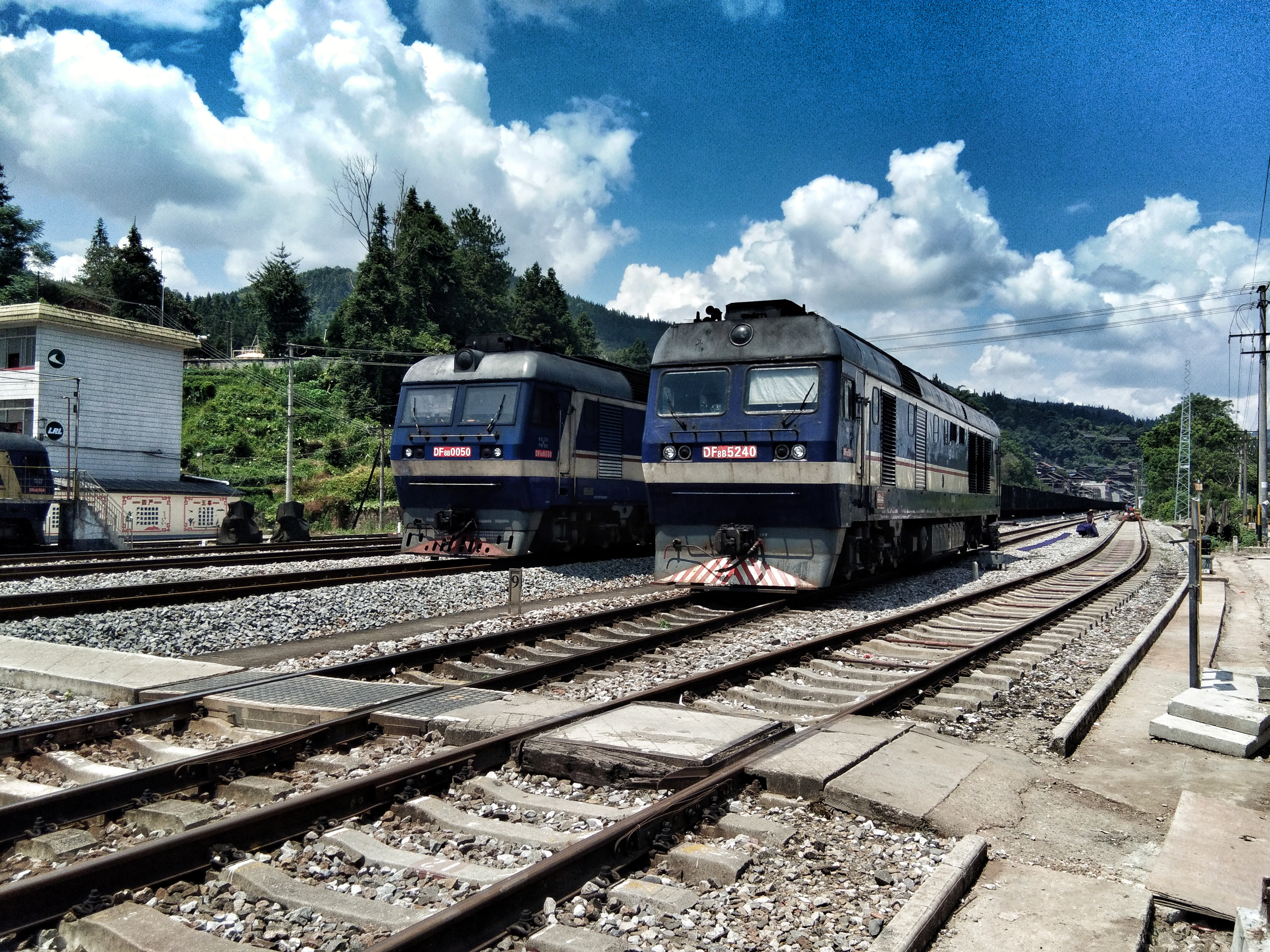
柳州机务段运用二车间在焦柳铁路八斗站附近设有补机段

桂林运用车间的前身为桂林机务段。

#### 历史
- 桂林机务段建于民国27年（1937年）10月。当时称桂林车房，也称桂林机务二段。配外国杂牌蒸汽机车32台，有乘务员、检车工人100多人，担任桂林至冷水滩10对货物列车和2对客运列车的牵引任务。
- 1949年11月22日桂林解放时，只剩下17台蒸汽机车，以ㄙㄌ6(KD6)型机车为主。
- 1957年，逐步淘汰了原有进口杂牌机车，更换解放型、解放11型机车23台。
- 1966年6月货运区段由冷水滩至桂林延伸到柳州， 客运则移交给柳州机务段，陆续更换原有解放型机车， 配属57台FD型机车，6台解放11型机车。1982年更换国产大功率前进型蒸汽机车57台，国产建设型货运机车7台。
- 1990年4月23日起，分批更换为东风4B型柴油机车49台，至1991年12月8日，该段货物列车牵引实现了内燃化。
- 2000年以后装备东风4D型柴油机车。
- 2005年5月8日，桂林机务段撤销，并入柳州机务段，原桂林机务段改名为桂林运用车间。[3]

### 金城江运用车间
金城江运用车间的前身为金城江内燃机务段。该段曾经配属过东风型柴油机车、东风4B型柴油机车、东风4D型柴油机车和东风7D型柴油机车。

#### 历史
- 1973年4月1日，成立金城江内燃机务段（机车、设备及人员由麻尾机务段划出），1978年7月1日划归柳州铁路分局领导。
- 1995年8月，开始配属东风7D型柴油机车。
- 2003年6月，开始配属7000系东风4D型柴油机车[4][注 3]。
- 2004年11月25日，金城江内燃机务段撤销，并入柳州机务段，原金城江内燃机务段改名为金城江运用车间[注 4]。

## 机车保存
| 机车车号  | 保存地点             | 图片 | 备注 |
| --------- | -------------------- | ---- | --- |
| DF4B 1787 | 柳州工业博物馆       |      | 该车曾配属于南宁铁路局柳州机务段。机车保存展示时标“柳局柳段”。 |
| DF7D 0001 | 中国铁道博物馆       |      | 该车曾配属于柳州铁路局金城江机务段。机车保存展示时标“宁局柳段” |
| DF7D 3001 | 中国铁道博物馆       |      | 该车曾配属于哈尔滨铁路局加格达奇机务段，于1999年在龙镇有过目击记录。该车于2005年转配柳州机务段。机车保存展示时标“柳局柳段”                                                                 |
| JF11 3773 | 中国铁道博物馆       |      | 该车在桂林机务段的3772号、3776号、3777号兄弟机车于1982年到1983年在桂林有过目击记录 |
| KD6 487   | 调兵山蒸汽机车博物馆 |      | 该车曾在郑州、柳州、韶关等地服务，后转入工矿企业使用，于1996年自内蒙古平庄矿物局停用，2004年7月至调兵山铁煤集团服务，目前尚可运转，并曾多次参与例如“建国大业”、“闯关东2”等电影、电视剧拍摄 |
| QJ 6368   | 沈阳铁道博物馆       |      | 该车曾配属于柳州铁路局桂林机务段，在桂林于1983年有过目击记录，后在20世纪90年代转配沈阳铁路局大安北机务段                                                                                   |